# Ubaldo Aquino
Ubaldo Aquino Valdezano (nacido el 2 de mayo de 1958) es un exárbitro de fútbol paraguayo. A lo largo de su carrera dirigió numerosos encuentros, tanto locales como internacionales, entre los que destacan dos partidos de la Copa Mundial de Fútbol de 2002: el Alemania 8-0 Arabia Saudita, y el Suecia 1-2 Senegal y la Final de la Copa América 2001 entre Colombia y México dónde se consagró el conjunto cafetero.
Tras anunciar su retiro, Aquino se desempeñó como director de la Dirección de Árbitros de la Asociación Paraguaya de Fútbol, entre 2007 y 2014.

## Copa América 1999
| 4 de julio de 1999 | Argentina | 0:3 (0:1) | Colombia                                        | Estadio Feliciano Cáceres, Luque                                              |                                                                               |
|                    |           |           | 10' (pen.) I. Córdoba · 79' Congo · 87' Montaño | Asistencia: Sin datos sobre espectadores Árbitro(s): Ubaldo Aquino (Paraguay) | Asistencia: Sin datos sobre espectadores Árbitro(s): Ubaldo Aquino (Paraguay) |

| 13 de julio de 1999 | Uruguay                                             | 1:1 (1:0) (5:3 p.)         | Chile                           | Estadio Defensores del Chaco, Asunción                                        |                                                                               |
|                     | Lembo 22'                                           |                            | 73' Zamorano                    | Asistencia: Sin datos sobre espectadores Árbitro(s): Ubaldo Aquino (Paraguay) | Asistencia: Sin datos sobre espectadores Árbitro(s): Ubaldo Aquino (Paraguay) |
|                     |                                                     | Tiros desde el punto penal |                                 |                                                                               |                                                                               |
|                     | Del Campo · Guigou · Alonso · Zalayeta · Magallanes |                            | Vargas · Aros · Pizarro · Reyes |                                                                               |                                                                               |

## Copa América 2001
| 14 de julio de 2001, 18:30 | Colombia        | 1:0 (1:0) | Ecuador | Estadio Metropolitano Roberto Meléndez, Barranquilla |                                      |
|                            | Aristizábal 29' |           |         | Árbitro(s): Ubaldo Aquino (Paraguay)                 | Árbitro(s): Ubaldo Aquino (Paraguay) |

| 23 de julio de 2001, 19:45 | Brasil | 0:2 (0:0) | Honduras                             | Estadio Palogrande, Manizales                                                 |                                                                               |
|                            |        |           | 57' (a.g.) Belletti · 90+4' Martínez | Asistencia: Sin datos sobre espectadores Árbitro(s): Ubaldo Aquino (Paraguay) | Asistencia: Sin datos sobre espectadores Árbitro(s): Ubaldo Aquino (Paraguay) |

| 29 de julio de 2001, 16:30 | Colombia       | 1:0 (0:0) | México | Estadio Nemesio Camacho El Campín, Bogotá                            |                                                                      |
|                            | I. Córdoba 65' |           |        | Asistencia: 46 310 espectadores Árbitro(s): Ubaldo Aquino (Paraguay) | Asistencia: 46 310 espectadores Árbitro(s): Ubaldo Aquino (Paraguay) |

## Copa del Mundo 2002

### Alemania8 - 0Arabia Saudita
Un partido sin mayores incidencias para el sudamericano pese a la cantidad de goles. Se esperaba una reacción agresiva en juego por parte de los saudíes debido a semejante humillación; pero no fue así, los saudíes dieron lección de fair play. El paraguayo se desempeñó excelentemente bien.
| 1 de junio de 2002, 20:30 | Alemania                                                                                     | 8:0 (4:0) | Arabia Saudita | Sapporo Dome, Sapporo                                                |                                                                      |
|                           | Klose 20' 25' 70' · Ballack 40' · Jancker 45+1' · Linke 73' · Bierhoff 84' · Schneider 90+1' |           |                | Asistencia: 32 218 espectadores Árbitro(s): Ubaldo Aquino (Paraguay) | Asistencia: 32 218 espectadores Árbitro(s): Ubaldo Aquino (Paraguay) |

### Suecia1 - 2Senegal
No fue tan tranquilo el partido que tuvo dirigir en octavos de final entre los suecos y los senegaleses. En un partido ajustado hasta el final, terminaron 1-1. En la prórroga los africanos lograron convertir el gol de oro que les daba el pase a cuartos. En este partido, el paraguayo tuvo una buena tarea pero pese a esto; no fue elegido para arbitrar ningún partido más.
| 16 de junio de 2002, 15:30 | Suecia      | 1:2 (1:1, 1:1) (t. s.) | Senegal            | Estadio del Gran Ojo, Ōita                                           |                                                                      |
|                            | Larsson 11' |                        | H. Camara 37' 104' | Asistencia: 39 747 espectadores Árbitro(s): Ubaldo Aquino (Paraguay) | Asistencia: 39 747 espectadores Árbitro(s): Ubaldo Aquino (Paraguay) |